# Hemisodorcus haitschunus
Hemisodorcus haitschunus es una especie de coleóptero de la familia Lucanidae.

## Distribución geográfica
Habita en Corea y China.